# Maud Adams
Maud Adams, Maud Solveig Christina Wikström, född 12 februari 1945 i Notviken i Luleå stadsförsamling, är en svensk skådespelare och före detta fotomodell. Hon är främst känd som "Bondbrud" i Mannen med den gyllene pistolen (1974) och Octopussy (1983). Hon var även statist i Levande måltavla (1985).
Maud Adams växte till stor del upp i Malmudden, en central stadsdel precis utanför centrumhalvön i Luleå. Senare i livet började hon som fotomodell i Paris och kom 1967 till New York där hon samtidigt med modellkarriären tog skådespelarlektioner. Förutom Bond-filmerna kan nämnas Rollerball (1975) och TV-filmen Playing for Time (1980). En tid var hon programledare för Café Luleå. Hon medverkade 2006 i första säsongen av SVT:s porträttserie Stjärnorna på slottet tillsammans med Mona Malm, Sven-Bertil Taube, Peter Harryson och Börje Ahlstedt.  Adams är också VD för kosmetikaföretaget Scandinavian Biocosmetics samt har ett eget klädmärke, Maud Adams Wardrobe.
Den 3 juli 1992 och 5 augusti 2007 var hon en av sommarvärdarna i Sveriges Radio P1.
Hon bor i Los Angeles och Luleå.

## Filmografi, i urval
- 1974 – Mannen med den gyllene pistolen
- 1975 – Rollerball
- 1975 – Killer Force
- 1977 – Åt helvete med alla
- 1980 – Attack mot Eiffeltornet
- 1983 – Octopussy
- 1984 – Infiltratören
- 1984 – Nairobi
- 1987 – Gigolo i Hollywood
- 1988 – Angel III
- 1997 – Radioskugga (TV-serie) (TV-serie)
- 2006 – Stjärnorna på Slottet (TV-serie)

## Teater

### Roller
| År   | Roll      | Produktion                                 | Regi            | Teater  |
| ---- | --------- | ------------------------------------------ | --------------- | ------- |
| 1997 | Tyra Malm | Spanska flugan Franz Arnold och Ernst Bach | Thomas Ryberger | Intiman |